# Hang động Baradla
Hệ thống hang động Baradla Domica ở Hungary là một trong những hang động được nghiên cứu lâu nhất và là nơi thu hút nhiều khách du lịch. Hang động là một phần của địa hình các-xtơ Aggtelek, có độ dài hơn 25,5 km (25.500 m). Lối vào hang nằm tại thị trấn Aggtelek, dưới chân vách đá trắng. Tô điểm bởi nhũ đá nhiều màu sắc và hình dạng, hang Baradla mang đem đến cho du khách những trải nghiệm tuyệt vời về vẻ đẹp nơi đây. Lối vào tự nhiên vào hang động đã xuất hiện từ thời cổ đại, có bằng chứng cho rằng hang có người ở từ thời đại đồ đá mới.

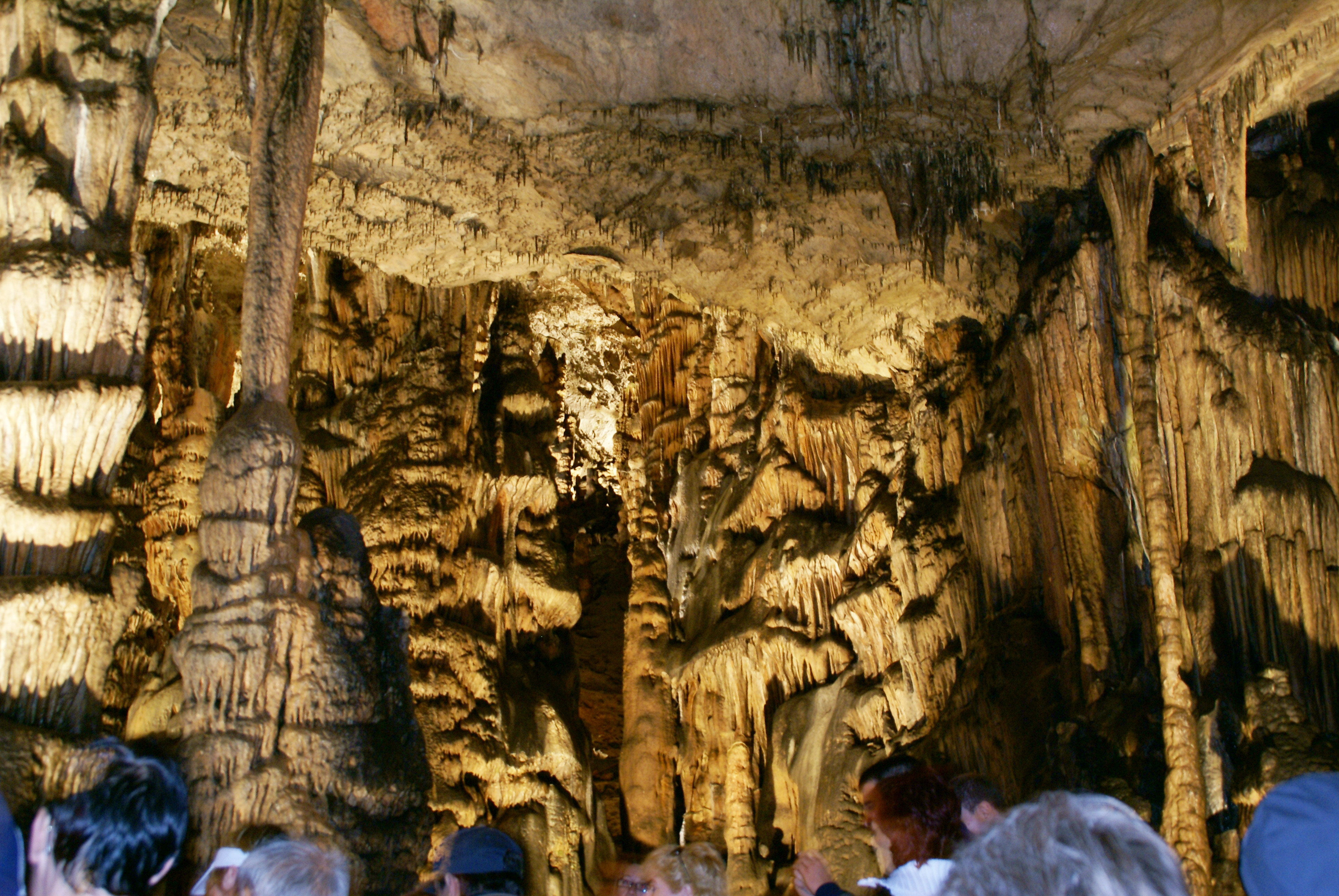
Hang động Baradla

Hang động Baradla được đề cập trong các tài liệu địa lý năm 1549. Năm 1794, Joseph Sartory thực hiện cuộc khảo sát hang đầu tiên và hoàn thiện bản đồ hang vào năm 1802. Vào năm 1825, kỹ sư Imre Vass tiếp tục thăm dò và đã khám phá ra thêm nhiều chi tiết của hang động. Bài báo cáo xuất bản năm 1831 bằng tiếng Hungary và tiếng Đức.
Để tạo điều kiện thuận lợi cho việc tham quan hang động, năm 1806 các lối đi bộ dành cho khách du lịch được lắp đặt và đưa vào sử dụng.
Baradla và nhiều hang động khác trong khu vực địa hình các-xtơ Aggtelek và địa hình các-xtơ Slovak đã được UNESCO công nhận là Di sản Thế giới vào năm 1995. Toàn bộ hệ thống hang động và các khu vực lưu vực (gồm vùng đất ngập nước Domicával) có tầm quan trọng đối với quốc tế và được vào danh sách bảo vệ từ năm 2001. Vườn quốc gia Aggtelek là địa điểm du lịch rất nổi tiếng.